# S Tamoyo (S-13)
O S Tamoyo (S-13) foi um submarino construído em 1936 para a Marinha do Brasil.

## História
O submergível foi construído na Itália pelo estaleiro Odero-Terni-Orlando Società per la Costruzione di Navi, Macchine ed Artiglierie, foi incorporado à Força de Submarinos em 10 de outubro de 1937, permanecendo ativo até 26 de agosto de 1959, data de sua desincorporação.